# Hole (golf)
Hole is een term uit de golfsport. 

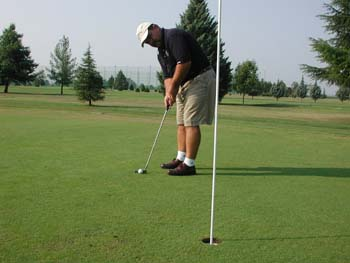
Nog een paar meter naar de hole

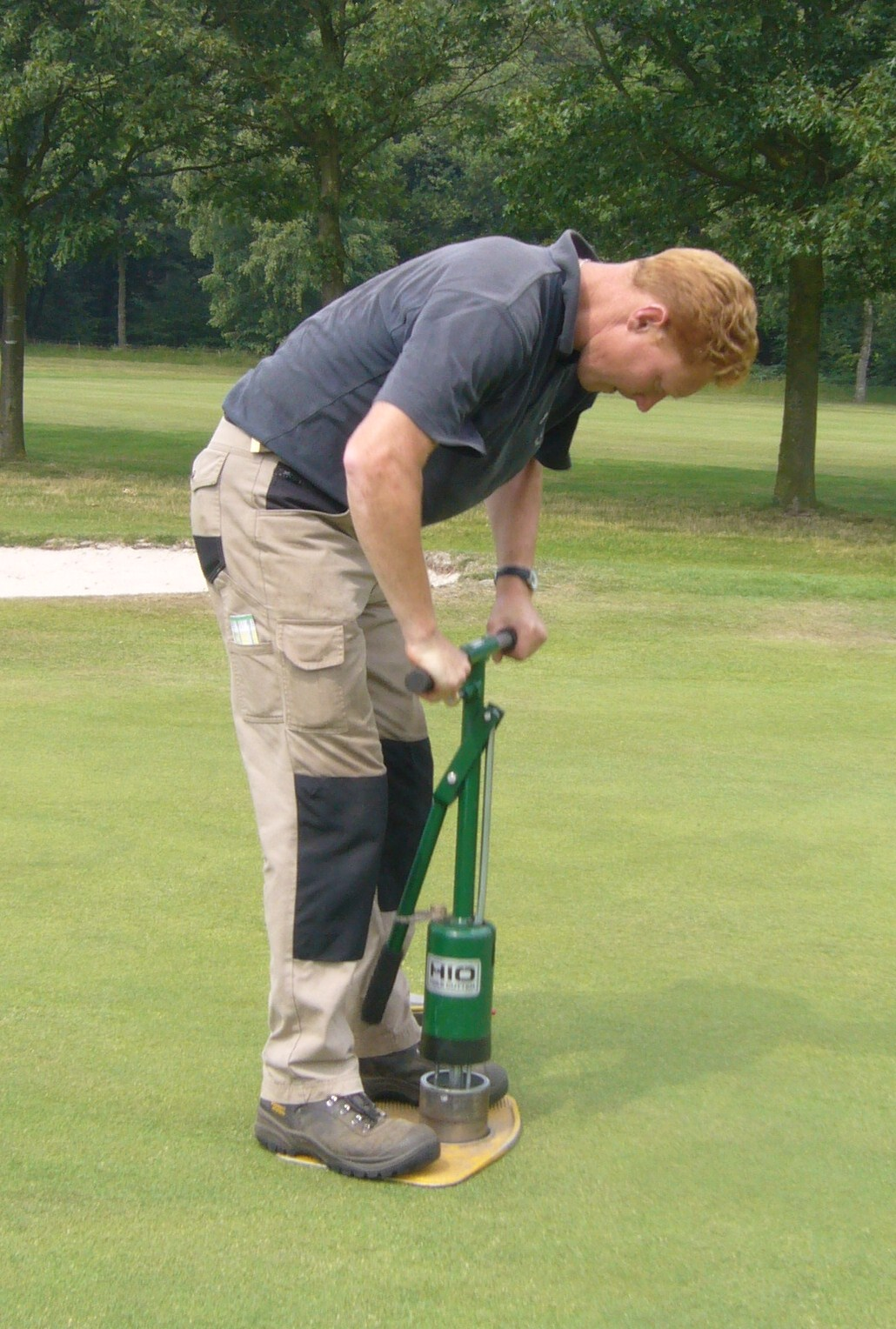
De greenkeeper steekt een nieuwe hole

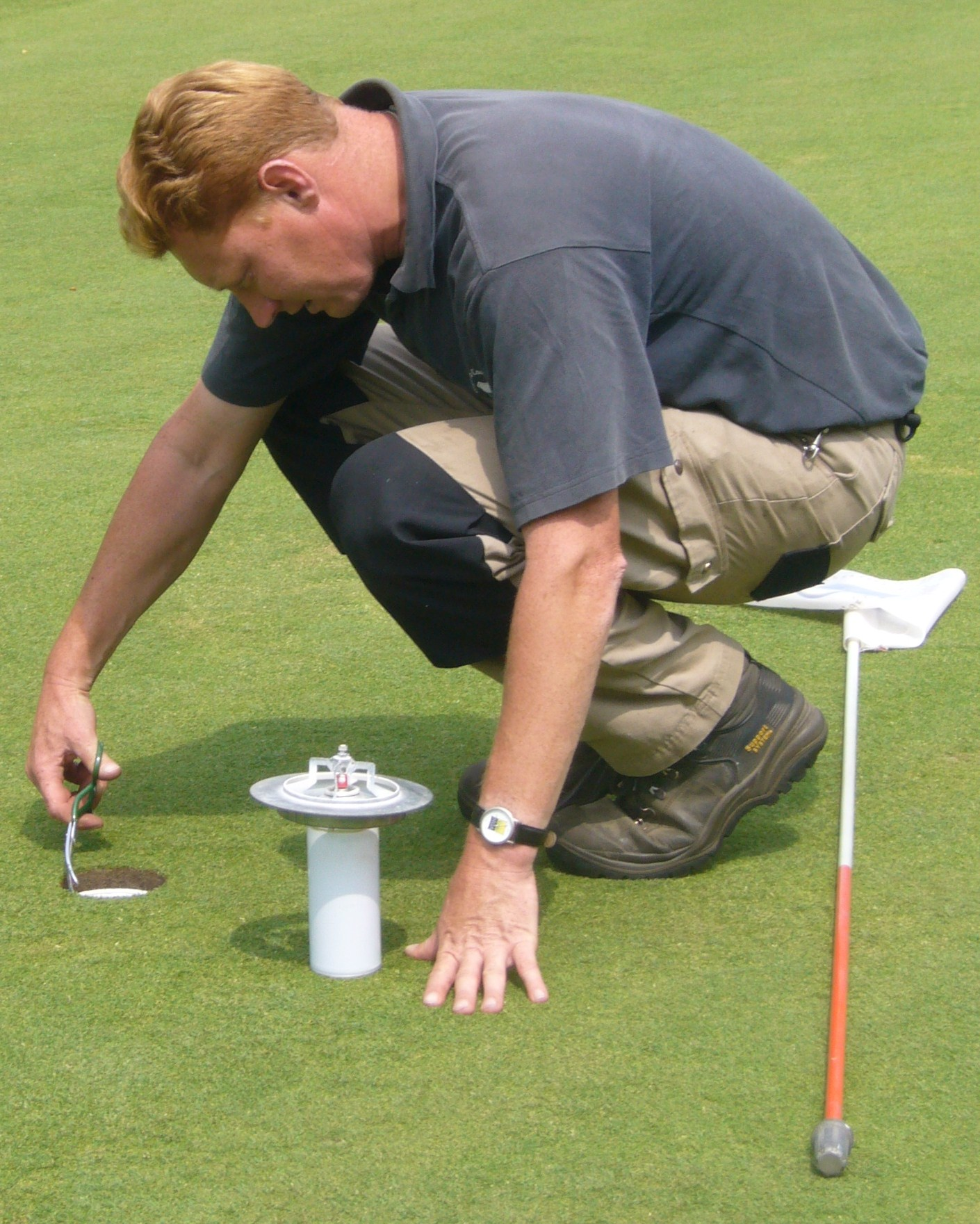
Met zorg wordt de zojuist gestoken hole bijgeknipt met een speciale ronde schaar

Het woord heeft twee betekenissen, maar meestal is daar geen verwarring tussen:
- Het putje in de green waarin de bal uiteindelijk terecht moet komen.
- Het parcours van de tee via de fairway (indien aanwezig) tot de green.

## Putje
De doorsnee van een hole is 4,25 inches, 10,795 centimeter. Hierbij wordt natuurlijk de eerste betekenis van het woord bedoeld. Deze maat ligt sinds 1891 vast in de voorschriften van de Royal and Ancient Golfclub of St Andrews.
In de hole staat een vlag (de 'pin') zodat de spelers van veraf goed kunnen zien waar de hole is.
Deze vlag wordt op wegenkaarten vaak gebruikt om een golfterrein aan te geven.
Bij aankomst op de green verwijdert de speler (of zijn caddie) de vlag, zodat de bal ongehinderd in de hole kan vallen.
Greenkeepers zullen regelmatig, en altijd voor een wedstrijd, nieuwe holes steken, zodat steeds een ander deel van de green druk belopen wordt. Bij (inter)nationale wedstrijden bepaalt meestal de referee waar de pin zal komen te staan.

### Professional
Bij professionalwedstrijden wordt voor iedere ronde een nieuwe hole gestoken. De spelers krijgen bij de start een 'pin'-positie mee. Daarop staat aangegeven hoever de hole vanaf de voorkant van de green staat, en hoever van de linker of rechter rand. Dit is een aanvulling op het caddieboekje, waarin plattegronden van de hole staan met  afstanden tot de voorkant van de green, en de maten van de greens.
De binnenkant van de hole wordt soms wit gemaakt, om hem beter te zien, vooral als er televisieopnames worden gemaakt. Vroeger gebeurde dat met kalk, tegenwoordig zijn hiervoor speciale spuitbussen.

## Parcours
De lengte van een hole, de afstand van tee tot green, de tweede betekenis van het woord, kan tientallen tot honderden meters bedragen.
Een volledige wedstrijd bestaat uit 18 holes.
Een golfbaan bestaat meestal uit 9 of 18 holes (ook andere aantallen komen voor).
Zijn er 9 of minder holes, dan gaan de spelers voor een volledige wedstrijd meerdere keren de baan rond.